# Harmsdorf (Lauenburg)
Harmsdorf település Németországban, Schleswig-Holstein tartományban. Lakosainak száma 310 fő (2023. december 31.).

## Népesség
A település népességének változása:
| Lakosok száma | 223  | 318  | 317  | 312  | 300  | 310  |
|               | 1975 | 2017 | 2019 | 2021 | 2022 | 2023 |